# السركال أفنيو
السركال أفنيو(بالإنجليزية: Alserkal Avenue)‏: هو مُجمع صناعي يضُم مستودعات في المنطقة الصناعية في "القوز" في إمارة دُبي "الإمارات العربية المتحدة"، حيثُ أن هذه تعتبر من أهم مناطق الجذب السياحي؛ فهي منطقة فنون وثقافة تضم مجموعة من المعارض والمرافق والمنصات، مثل شارع السركال الذي يضم مساكن للفنانين المحليين والعالميين.

## نبذة عامة
تم إنشاء مجتمع السركال على يد "عبد المنعم بن عيسى السركال"، ويُعتبر مجتمع نابض بالحياة من المعارض الفنية المعاصرة ومؤسسات الفنون المرئية وفنون الأداء والمصممين والمساحات الحرفية، فهي منصة أساسية للفنانين والممارسين الثقافيين في الإمارات العربية المتحدة ورجال الأعمال المبدعين والمبادرات المحلية، التي تضم الآن أكثر من 94 مستودعًا. وتعتبر أيضاََ منطقة ثقافية شهيرة تضم معارض فنية معاصرة، منظمات غير ربحية وشركات محلية.
تَطور مجتمع السركال من جاذبية صغيرة ومتخصصة تركز على التنمية التجارية الكبيرة متعددة الاستخدامات مع الاحتفاظ بالخصائص الصناعية الأنيقة والعضوية التي تحددها. حيثُ يعتبر المقر الجديد لبرنامج المهندس المعماري الشاب والتصميم، ويحتوي على عرض متواضع يلخص عمل برنامج الآغا خان للمدن التاريخية الذي يركز على الثقافة والتراث.

## تاريخه
كانت المنطقة في الأصل منطقة صناعية تتكون من 39 مستودعًا، وقد تطورت بشكل طبيعي مع أول معرض فني معاصر"معرض أيام (بالإنجليزية: Ayyam Gallery)‏" الذي انتقل إلى المنطقة في عام 2008، منذ ذلك الحين تم تحويل المستودعات الأصلية إلى معارض فنية واستوديوهات تصميم ومتاحف خاصة ومساحة للفنون المسرحية.
بعد انتقال معرض " كربون 12 دُبي (بالإنجليزية: Carbon 12 Dubai)‏ " أحد أكثر المعارض الفنية المعاصرة نشاطًا في المنطقة إلى شارع السركال في أكتوبر 2009، تبعته معارض فنية حديثة أخرى، وتطورت وظيفة المجمع الصناعي لتصبح "نقطة محورية للنشاط الفني".

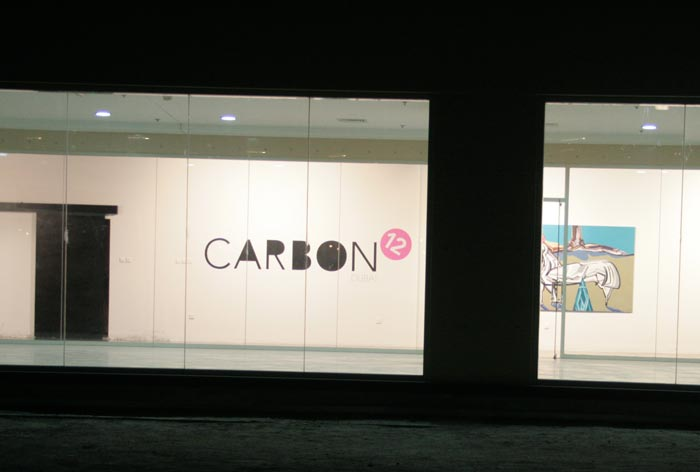
صور لمعرض كربون 12، شارع السركال، دُبي، ليلاََ.

يُعتبر السركال الآن عبارة عن مزيج من الأعمال الصناعية والمساحات الإبداعية، حيث يضم أكثر من 60 مكانًا للفن والتصميم والإبداع تشمل المؤسسات والمجموعات الخاصة والمشاريع المجتمعية، حيث تتميز صالات العرض في شارع السركال ببرامج ثقافية وفنية فردية تمثل فنانين ناشئين، بالإضافة إلى استضافة المعارض والمحادثات وحلقات النقاش ومزادات المقتنين الشباب والفعاليات المجتمعية.
في عام 2012، أعلن مطور المنطقة "عبد المنعم بن عيسى السركال" عن خطط لمضاعفة مساحة الحي الفني، وذلك بإضافة 62 وحدة بأحجام مختلفة وإضافة مركزخاص للمناسبات ومواقف سيارات إضافية، مما يعطي المنطقة إجماليًا مساحة 92000 متر مربع. بحلول سبتمبر 2012 كان في شارع السركال 20 مساحة فنية، وكان عدد سكان حي القوز 33.
تم الانتهاء من التوسع في عام 2015، مما ضاعف مساحة السركال إلى حوالي (500000 قدم مربع) وتم إطلاق (في العام نفسه) ذراع البرمجة لدعم المواهب المحلية مع التركيز بشكل أساسي على الفنانين من الشرق الأوسط وشمال إفريقيا وجنوب آسيا.
تم اختيار معرضين للفن المعاصر من المنطقة "معرض إيزابيل فان دن إيندي(بالإنجليزية: Gallery Isabelle van den Eynde)‏" و "معرض الفنون الخضراء(بالإنجليزية: Green Art Gallery)‏"، وذلك من أجل المشاركة في معرض "آرت بازل(بالإنجليزية: Art Basel)‏" في قسم التصريحات الفنية حيثُ كان ذَلك لأول مرة في تاريخ المنطقة.
في عام 2022، نظمت السركال "مهرجان القوز للفنون" والذي استقبل 40 ألف زائر على مدار يومين وقدم ما يقرب من 200 فعالية، وشمل هذا الحدث المعارض الفنية المعاصرة، المنشآت الفنية في الهواء الطلق، خبرات الطهي وندوات التعليم، وكان هذا بهدف إظهار تنوع الفنون المتوفرة في الإمارات العربية المتحدة.

## المعارض الفنية
يتكون السركال من مجموعة عديدة من المعارض ومن أهمها:

### معرض الفنون الخضراء(بالإنجليزية:Green Art Gallery)‏
(مستودع 28، السركال أفينيو، القوز 1، شارع 8)
هُو أحد المعارض الفنّية الشّعبية الذي يبلغ عمره الآن أربعة عقود، تأسس في عام 1995 من قبل مايلا أتاسي وأعيد إطلاقه في عام 2010 حيثُ خضع لإعادة تسمية وإعادة هيكلة كاملة لهويته وقائمة الفنانين والتركيز على تنظيم المعارض . يلعب دورًا كبيرًا في إدخال الفن العربي الحديث على مدار العام عن طريق التطرق إلى الموضوعات الحيوية في العالم العربي، فهو يحتوي على العديد من الأعمال ذات البراعة الفنية في جميع أنحاء الشرق الأوسط وشمال إفريقيا وجنوب آسيا،  هو مساحة فنية معاصرة يتميز بمزيج متعدد الأجيال من الفنانين الذين يتم بحث ممارساتهم بدقة، قيادة الأفكار وتمثيل لحظتنا الحالية.
وصلة خارجية: الموقع الرسمي للمعرض

### معرض الفنون الخضراء Green Art Gallery

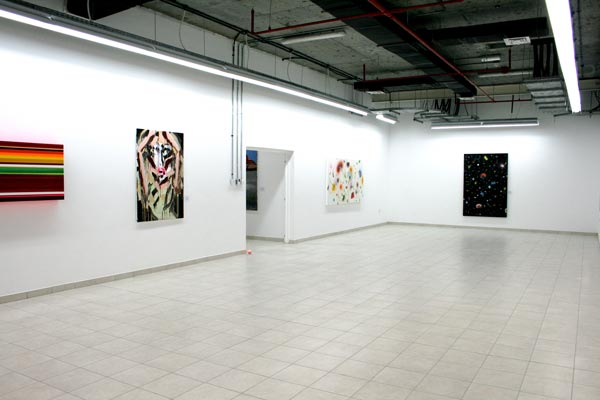
صورة من داخل معرض الكربون 12، دُبي.

### معرض كربون 12(بالإنجليزية:Carbon 12 Gallery)‏
(مستودع 37، شارع السركال، القوز 1)
تأسس معرض كربون 12 في عام 2008، وكان أول معرض في المنطقة يطلق برنامجًا شاملاً وعالميًا راسخًا للفنانين على مستوى المؤسسات، حيث يعمل على الترويج للفنانين الراسخين والناشئين على الساحة الفنية المعاصرة في دولة الإمارات العربية المتحدة، وتكمل معارضه السنوية من 6 إلى 8 أنشطة سياقية متنوعة بما في ذلك المنشورات والحوارات التي تشارك بنشاط المؤسسات العامة والتعليمية.

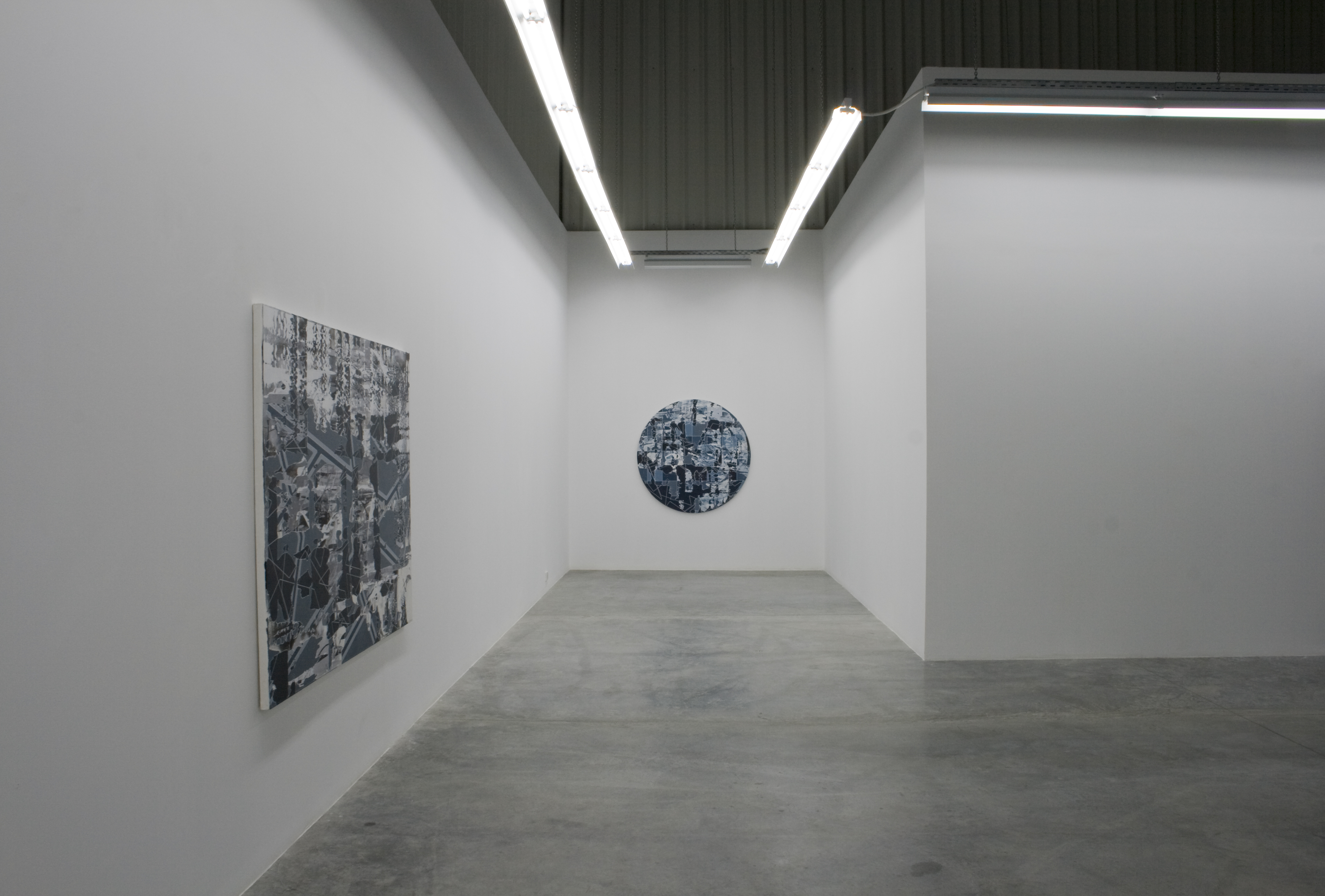
منظر معرض "توبياس لينر" في معرض كاربون 12 ، دُبي.

وصلة خارجية: الموقع الرسمي للمعرض

### معرض الضوضاء الرمادية(بالإنجليزية:Grey Noise Gallery)‏
(مستودع 24، السركال أفينيو، شارع 8، القوز 1)
تأسس المعرض في دُبي ومقره منطقة القوز، حيث يمثل معرض الضوضاء الرمادية مجموعة مختارة من الفنانين المعاصرين الذين يركزون على أعمال من جنوب آسيا والشرق الأوسط وأوروبا، وممارسات فنية مع التركيز على المعاصرة والتركيز على محتوى متميز، ويعرض كل من الفنانين الناشئين والراسخين الذين يظهرون فرضية مفاهيمية محددة في أعمالهم.
وصلة خارجية: الموقع الرسمي للمعرض

### معرض جلف فوتو بلس المجتمعي(بالإنجليزية:Gulf Photo Plus)‏
(مستودع 36 ، السركال أفينيو ، القوز 1 ، شارع 8)
يعتبر معرض جلف فوتو بلس المعروف باسم "GPP" المركز الوحيد المخصص للتصوير الفوتوغرافي في دُبي، وذلك يتم من خلال برنامج تعليمي موسع، تقويم غني للأحداث، معارض مثيرة للتفكير ومرافق طباعة حديثة ، فهو مكان مناسب للمبتدئين والمحترفين على حد سواء لاكتشاف التصوير الفوتوغرافي والاستمتاع به ومعرفة المزيد عنه.
يضمن جلف فوتو بلس أن تظهر صورك بالطريقة التي تتخيلها تمامًا وذلم من خلال خدمات التنقيح المخصصة، الطابعات الحديثة، مجموعة واسعة من أوراق الصور، القماش وأوراق الفنون الجميلة الأرشيفية.
وصلة خارجية: الموقع الرسمي للمعرض

### معرض أيام(بالإنجليزية:Ayyam Gallery)‏
(مستودع 11، شارع السركال، القوز)
تأسس معرض أيام في عام 2006، فهو عبارة عن منظمة فنية رائدة تدير وظائف الفنانين الراسخين والناشئين، وتقوم على تعزيز المساحات الفنية في بيروت ودُبي وسلسلة من المشاريع التعاونية في الولايات المتحدة الأمريكية وأوروبا وآسيا، فهو معرض ذو تفويض متمثل في توسيع معايير الفن الدولي وذلك من خلال قسم النشر متعدد اللغات الذي يحظى بإحترام واسع وبرنامج الوصاية الذي يدير ممتلكات الفنانين الرواد، بالإضافة إلى مساهمة المعرض في الجهود الأخيرة التي توثق الجوانب غير الممثلة في تاريخ الفن العالمي.
وصلة خارجية: الموقع الرسمي للمعرض

### معرض 1×1(بالإنجليزية:Gallery 1×1)‏
(الوحدة 10، شارع السركال، شارع 8، القوز 1)
يقع هذا المعرض في شارع السركال منذ عام 2015، حيثُ يعد مركزًا للفن الهندي المعاصر، و يمثل المعرض فنانين ناشئين ومعروفين من الهند ولكن خلال السنوات القليلة الماضية قام المعرض على توسيع برنامج معارضه ليشمل فنانين إماراتيين بالإضافة إلى فنانين آخرين من المنطقة.
حيثُ يعتبر أحد المعارض الفردية التي تم إفتتاحها من قبل مينون Visakh Menon؛ فهو فنان متعدد التخصصات يقيم في نيويورك ويبتكر رسومات ولوحات لا تُضاهى وتركز على الجماليات الرقمية.
وصلة خارجية: الموقع الرسمي للمعرض

### معرض الخط الثالث(بالإنجليزية:The Third Line Gallery)‏
(مستودع 78، شارع السركال، القوز)
تأسس معرض الخط الثالث في عام 2005، وهو معرض يمثل الفنانين المعاصرين محليًا وإقليميًا ودوليًا، ومنصة رائدة للمواهب الراسخة والأصوات الناشئة من المنطقة وشتاتها، حيثُ قام المعرض ببناء برنامج ديناميكي يستكشف تنوع الممارسات في المنطقة، حيثُ يمكن للزوار التسوق من المطبوعات ذات الإصدار المحدود والكتب. يستضيف المعرض أيضًا برامج بديلة غير ربحية على مدار العام لزيادة الإهتمام والحوار حول الفن في المنطقة، ينشر المعرض كتبًا كتبها ويعرض معارض الفنانين التابعين لهم مثله مثل العديد من المعارض الأخرى المخصصة للترويج للفنون والفنانين الإقليميين.
الفنانين الممثلين: عباس أخوان، علاء ابتكار، رنا بيغوم، أروى أبو عون، فرح القاسمي، فرهاد مشيري، فؤاد الخوري، حسن حجاج، هيف كهرمان وهدى لطفي.
وصلة خارجية: الموقع الرسمي للمعرض

## المرافق
يتكون السركال من مجموعة عديدة من المرافق ومن أهمها:

### كاڤي: قصة الأشياء(بالإنجليزية:Kave: The Story of things)‏
(مستودع 20، شارع السركال، القوز)
وهو أحد المقاهي الواقعة في السركال، القائم حول حماية البيئة باستخدام مواد خالية من البلاستيك واستخدام أدوات المائدة والأواني الفخارية التي يتم إعادة تدويرها أو إعادة تدويرها بعد الاستخدام، حيث يثوم على تقديم أطباقًا بسيطة ولكنها صحية ومجموعة من ورش العمل المختلفة التي تُعقد أسبوعيًا؛ بما في ذلك صناعة الجيتار ودروس التطريز وجلسات التأمل وورش عمل قص الزجاجات وركوب الدراجات.
وصلة خارجية: الموقع الرسمي للمقهى

### سينما عقيل(بالإنجليزية:Cinema Akil)‏
(مستودع 68، شارع السركال، القوز)
هي عبارة عن منصة سينمائية مستقلة تقدم أفلامًا عالية الجودة من جميع أنحاء العالم إلى الجماهير في الإمارات العربية المتحدة من خلال عرض المخرجين وصانعي الأفلام عبر العقود، تم إطلاق سينما عقيل في عام 2014 كسينما بدوية، وقد أقامت أكثر من 60 دار سينما منبثقة استقطبت أكثر من 65000 زائر في دبي وأبو ظبي والشارقة، حيثُ افتتحت سينما عقيل أول موقع دائم لها في القوز في سبتمبر عام 2018 مما يجعلها أول دار سينما في دول مجلس التعاون الخليجي، التي تهدف إلى خلق الوعي والاهتمام بالسينما والفنون السينمائية.
وصلة خارجية: الموقع الرسمي للسينما

### مستودع ذا فريدج(بالإنجليزية:The Fridge warehouse)‏
(مستودع5، شارع السركال، القوز)
تم إفتتاح هذا المستودع في عام 2007، هو مركز الفنون المسرحية التعاوني المتنامي الذي يركز على الابتكار والموهبة ويفتح أبوابه للعديد من المطربين والموسيقيين والراقصين وكذلك الفنانين الذين يؤدون الحفلات الموسيقية، الروك، الكلاسيكية والبوب. حيثُ يعتبر بديلاً مرنًا لمساحات الفعاليات التقليدية في دبي، فهو بيئة غير تقليدية تمامًا لإزدهار الإبداع وذلك بفضل الأسعار التنافسية ومجموعة واسعة من الموارد في الموقع مثل التدريج، الإضاءة والصوت، فتم تجهيز هذه المساحة التي تبلغ 185 مترًا مربعًا تقنيًا لضمان تشغيل كل نوع من الأحداث بسلاسة.
وصلة خارجية: الموقع الرسمي للمستودع

## مؤسسة السركال للفنون
تم إنشاء مؤسسة السركال للفنون في عام 2019 على يد مؤسس السركال أفينيو "عبد المنعم بن عيسى السركال" والمديرة "فيلما جوركوت"، كان الهدف من المؤسسة هو توجيه المساعي الفنية التي كانت تعمل حتى الآن في شارع السركال، ولا سيما برنامج الإقامة الفنية واللجان الفنية العامة الذي دعمه عبد المنعم بن عيسى السركال، أحمد بن عيسى السركال وعائلة السركال ويركز على المبادرات غير الهادفة للربح.

### برنامج إقامة الفنان
تدير السركال أفينيو برنامج إقامة فنية وذلك منذ عام 2018، عن طريق إقامة دورات في فصلي الربيع والخريف؛ حيث تكون دعوة فقط للفنانين العاملين على مستوى العالم، أما بما يخص دورة فصل الشتاء يتم اختيار الدورة من بين مجموعة من المتقدمين من منطقة الشرق الأوسط وشمال إفريقيا وجنوب آسيا.

### اللجان الفنية العامة
منذ افتتاح شارع السركال، تم تكليف عدد من الفنانين المشهورين دوليًا بأعمال فنية عامة؛ مثل الفنانة فرح القاسمي.

## أنظر أيضاََ
- غرفة تجارة وصناعة دبي
- متحف المسكوكات (دبي)
- متحف الشندغة

## وصلات خارجية
- خرائط جوجل، الموقع الرسمي
- الموقع الإلكتروني الرسمي